# Саудівська Аравія на літніх Олімпійських іграх 2000
Саудівська Аравія брала участь у Літніх Олімпійських іграх 2000 року у Сіднеї (Австралія) усьоме за свою історію, і завоювала одну срібну і одну бронзову медалі. Це перші олімпійські медалі і найкращий виступ збірної Саудівської Аравії.

## Срібло
- Легка атлетика, чоловіки, 400 метрів з перешкодами — Хаді Суан Сомайлі.

## Бронза
- Кінний спорт, чоловіки — Халед Аль Ейд.

## Склад олімпійської збірної Саудівської Аравії

### Плавання
Спортсменів — 1
У наступний раунд на кожній дистанції проходили найкращі спортсмени за часом, незалежно від місця зайнятого в своєму запливі.
Чоловіки
| Спортсмен         | Змагання   | Попередні запливи | Попередні запливи | Півфінали  | Півфінали  | Фінал      | Фінал      |
| Спортсмен         | Змагання   | Результат         | Місце             | Результат  | Місце      | Результат  | Місце      |
| ----------------- | ---------- | ----------------- | ----------------- | ---------- | ---------- | ---------- | ---------- |
| Ахмед Аль-Кудмані | 100 м брас | 1:06,07           | 56                | Не пройшов | Не пройшов | Не пройшов | Не пройшов |